# Fuck wit Dre Day (And Everybody's Celebratin')
Fuck Wit Dre Day (And Everybody's Celebratin'), oftewel Dre Day, is een hiphopsingle van Dr. Dre met een gastoptreden van Snoop Doggy Dogg, van het album The Chronic uit 1992, onder naam van Death Row Records. Het nummer kwam uit als single in 1993. 

## Informatie
De single kon niet tippen aan het eerder behaalde succes van Dre met Nuthin' but a 'G' Thang, toch haalde het nummer 12 op de Amerikaanse hitlijst in juni 1993 en nummer 58 op de jaarlijkse hitlijst van dat jaar voor rap/hip-hop. Het behaalde ook nummer 8 op de Billboard Hot 100.
Het nummer was een diss naar voormalig collega Eazy-E, Tim Dog (een East Coast rapper) en Luther Campbell. Toch sloot Snoop Dogg later vrede met Luke in het nummer Hoez van Smokefest Underground. Fuck Wit Dre Day had een bijgaande videoclip gemaakt door Dre.

## Videoclip
De videoclip draait vooral om de op Eazy-E lijkende fictieve rapper "Sleazy-E", compleet met een zogenaamde Jheri Curl-kapsel en donkere zonnebril. Sleazy-E krijgt in de video een nieuw contract bij een dikke, joodse platenproducent (gespeeld door echte uitvoerende producent van Interscope Records, Steve Berman, deze is wellicht gebaseerd op Eazy-E's business partner Jerry Heller). Het verhaal bevat Dr. Dre en Snoop Doggy Dogg die rond lopen en steeds meer aanhang werven. In een middenstuk introduceert Sleazy-E zijn twee nieuwe protegés (gespeeld door Bushwick Bill en Warren G aan zijn nieuwe manager. Sleazy bevindt zich in verschillende situaties waarin hij wordt beschoten, dakloos wordt, achterna wordt gezeten door gewapende mannen en uiteindelijk langs de snelweg van Compton staat met een bordje waarop staat: "Will Rap for Food".
In april van 2005 was de video 12e geëindigd op MTV2 en XXL Magazine's stemming van de "25 Greatest West Coast Videos".

## Reactie
Eazy-E neemt wraak met zijn volgende album It's On (Dr. Dre) 187um Killa, met het nummer Real Muthaphuckkin G's maakt hij Dr. Dre (inclusief zijn platenmaatschappij) en Snoop Dogg belachelijk door deze twee rappers studio gangstas te noemen.
Tim Dog zijn reactie kwam met de nummers Dog Baby en Bitch with a Perm – Twee tracks gericht op Snoop.
Luther Campbell kwam met het nummer Cowards in Compton met als bijgaande videoclip een parodie op Dre's deelname aan de World Class Wreckin' Cru in de jaren 80.
Snoop Dogg gebruikte in zijn rap, ruim tien jaar voor Destiny's Child met de gelijknamige single kwam, het woord bootylicious. Dit betekende toen heel iets anders dan Beyoncé bedoelde toen zij en haar groep er een hit van maakten in 2001; Het betekende namelijk 'zwak' of iets vergelijkbaars. In 2004 werd het woord toegevoegd aan de Oxford Dictionary Online.

## Tracks
Side A
1. "Dre Day"
2. "Dre Day" (radio version)
3. "Puffin' on Blunts and Drankin' Tanqueray" (Lady of Rage, Dat Nigga Daz, en Kurupt)

Side B
1. "Puffin' on Blunts and Drankin' Tanqueray" (instrumentale versie)
2. "Dre Day" (uitgebreide mix)
3. "187" (Dr. Dre, Snoop Dogg)

## Hitlijsten
| Hitlijst                           | Positie |
| ---------------------------------- | ------- |
| U.S. Billboard Hot 100             | #8      |
| Hot Rap Singles                    | #13     |
| Hot R&B/Hip-Hop Singles & Tracks   | #6      |
| Rhythmic Top 40                    | #6      |
| Hot Dance Music/Club Play          | #29     |
| Hot Dance Music/Maxi-Singles Sales | #1      |

## Samples
Allemaal van Parliament:
- Funkentelechy vs. the Placebo Syndrome (Casablanca 1977): "Funkentelechy"
- Motor Booty Affair (Casablanca 1978): "Aquaboogie (A Psychoalphadiscobetabioaquadoloop)"
- Gloryhallastoopid (Casablanca 1979): "The Big Bang Theory"